# Sitio de Nicomedia
El sitio de Nicomedia que se desarrolló de 1333 a 1337 concluyó con la captura de la ciudad por los otomanos en detrimento de los bizantinos, quienes perdieron con ello su último territorio asiático.

## Introducción
Desde 1299, la creación del nuevo estado turco de los otomanos había sido lenta pero segura, con la captura del territorio de los griegos bizantinos. La pérdida de Nicea fue el comienzo de una serie de expansiones otomanas que condujeron a la disolución final del imperio bizantino y la dispersión de sus estados griegos sucesores.

## Sitio
Después de la derrota bizantina de Nicea en 1331, la pérdida de Nicomedia era sólo cuestión de tiempo para los bizantinos. El emperador bizantino intentó sobornar al líder otomano Orhan, pero en 1337, Nicomedia fue atacada y cayó en manos otomanas. El imperio bizantino no se recuperó de esta derrota, el último bastión de Bizancio en Anatolia había caído.

## Consecuencias
Después de la pérdida de Nicomedia, la situación del Imperio Bizantino permaneció insostenible. A diferencia del imperio en 1096, el imperio ahora poseía muy poca tierra, salvo unas pocas ciudades en el Peloponeso. Con sus vecinos serbios y húngaros presionando contra sus fronteras del oeste y los otomanos desmantelando su dominio en el este, el águila bicéfala de Constantinopla ahora verdaderamente miraba en ambas direcciones el mismo peligro.